# Чертолино (усадьба)
Черто́лино — усадьба на территории Ржевского муниципального округа Тверской области России.

## История
Чертолино — родовая усадьба высокопоставленных чиновников и графов Игнатьевых. Усадьба расположена в западной части Ржевского района Тверской области, около деревни Чертолино. Рядом с усадьбой проходила Октябрьская железная дорога (Московско-Виндаво-Рыбинская железная дорога), и дорога на Ригу (Ныне автомагистраль М9 «Балтия»). На протяжении 200 лет в период 1750-х 1950-х годов усадьба принадлежала потомственным графам и министрам Игнатьевым. Территория усадьбы простиралась на десятки километров. В состав усадьбы входило до 30 близлежащих деревень: Лаптево, Светлая, Седнево, Половинино, Звягино, Бахарево, Овсянники, Змины, Упыри.
В состав имения входили не только села и деревни, но и владельческие усадьбы: Яковлево, Свистуны.

## Великая Отечественная война
Пехотные части немецко-фашистских войск вошли в Чертолино без боя в середине сентября 1941. 
В конце сентября — начале октября 1941 началось контрнаступление частей Красной Армии, оборонявших Ржев. Чертолино с окрестными деревнями, железнодорожная станция, берега реки Сишки стали местом тяжёлых боёв. Чертолино несколько раз переходило из рук в руки. Все высоты были изрыты окопами с ходами сообщений. Через Чертолино били залпами советские «Катюши».
К концу октября жителей погнали в Белоруссию, где у города Борисова были устроены концентрационные лагеря. Выжившие в них после эпидемий тифа жители Чертолино были освобождены солдатами Красной Армии только 3 марта 1943. Сама станция и деревня освобождены в январе 1942 года обходным движением 119 стрелковой дивизии вокруг Ржева на город Белый. Сопротивления немецко-фашистские войска не оказали – этот район находился у них в глубоком тылу.

## Реки усадьбы
На территории усадьбы протекают четыре реки: Дунка, Сишка, Холмянка, Ляпиненка. Холмянка и Ляпиненка впадают в Дунку, образуя полноводный приток Волги. Сишка делится на две части: одна впадает в Волгу, а вторая — в Черторый, приток Москвы-реки.

## Православные храмы
На территории родовой усадьбы находилось два каменно-кирпичных храма: Храм в Чертолино, Лаптево-Покровская церковь в Свинино. Церковь св. Троицы на реке Сишке (Храм в Чертолино) была построена в 1890-х годах по проекту архитектора В. И. Кузьмина на средства графа Алексея Павловича Игнатьева вместо деревянной сгоревшей от пожара. В неё были привезены шедевры русской архитектуры сделанные лично по заказу графа Игнатьева. Также в селе Зайцево и Морозово были две белокаменные церкви: Первоуспенская (Зайцево) и Успенская (Морозово). В годы Великой Отечественной войны все эти церкви были разрушены. После войны в поместье остались четыре погоста: Покровский, Троицкий, Зайцевский и Богородицкий.

## Владельцы
- Алексей Алексеевич Игнатьев
- Павел Николаевич Игнатьев
- Николай Павлович Игнатьев
- Алексей Павлович Игнатьев
- Игнатьев, Георгий Павлович — отец, канадского политика Майкла Гранта Игнатьева

## Население
По переписи населения 1859 года в усадьбе было 57 человек и 250 дворов.
Усадьба Чертолино являлась одной из самых богатых усадеб Тверской губернии.

## Сельское хозяйство
В начале XX века в селе Свинино (Светлая) образовался сельский колхоз получивший название «Прогресс». Основной доход поместья получался из разведения рогатого скота, производства молочной продукции и продукции совхоза «Свинотрест».

## Состояние
к 1973 году в усадьбе осталось 15 убогих дворов. Дома были разрушены, а графский дом был уничтожен ещё в 1950 годы. Сами владельцы дома — Алексей Игнатьев и его семья — уехали в своё имение в Москве. К 1980 году колхоз перестал приносить доход и остался полностью на плечах местных жителей. Тем временем в 1990 году развалился совхоз Свинотрест. Колхоз Прогресс существует и производит продукцию по сегодняшний день.